# Marie Road
Marie Road es una localidad de Trinidad y Tobago, que forma parte de la región de San Juan-Laventille.

## Geografía
La localidad abarca parte de la isla Trinidad y limita al norte con Cascade, al sur con Upper Belmont, al este con Romain Lands y al oeste con Cascade y Upper Belmont.

## Demografía
Datos demográficos de la localidad de Marie Road:
| Gráfica de evolución demográfica de Marie Road entre 2000 y 2011 |
|                                                                  |